# Johann Georg Schmidt (Apotheker)

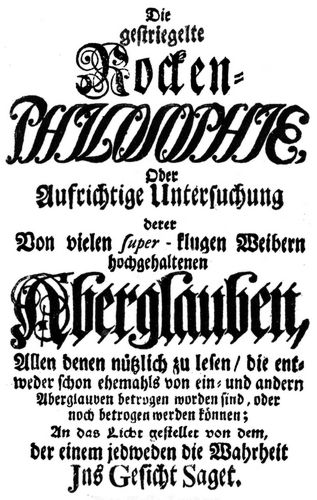
Titelblatt der Rockenphilosophie von 1718

Johann Georg Schmidt (* 1660 in Reinsfeld; † 1722 in Zwickau) war ein Apotheker, Naturwissenschaftler und Schriftsteller der Aufklärung.
Schmidt wurde als Pfarrerssohn in Reinsfeld geboren. Er ging in Arnstadt zur Schule und absolvierte eine Apothekerlehre, die er in Mühlhausen abschloss. Anschließend war er in Dresden und ab 1693 in Zwickau als Apotheker tätig. Hier starb er 1722. Die Apotheke vererbte er seinem Sohn Johann Georg Schmidt jun.
Neben seinem Beruf sammelte Schmidt Käfer, Schmetterlinge und Mineralien und legte ein „Herbarium accuratissimum curiosum“ mit über 500 Naturselbstdrucken an. Er verfasste auch naturwissenschaftliche Schriften.

## Die gestriegelte Rockenphilosophie
Bekannt geworden ist er jedoch mit einer Sammlung volkstümlicher magischer Praktiken, die erstmals 1705 unter dem Titel „Die gestriegelte Rockenphilosophie“ erschien. Bis 1759 wurden fünf weitere Auflagen gedruckt. Mit den traditionellen Mitteln der Unterhaltung und Belehrung griff Schmidt in seinem Werk den Aberglauben scharf an. Die misogyne Aufklärungspolemik richtete sich gegen die „Philosophie am Spinnrocken“; mit diesem Begriff wurde seit der Aufklärungszeit abschätzig der unter Frauen in Spinnstuben verbreitete Volksglaube bezeichnet. Auszüge aus der auch als „Chemnitzer Rockenphilosophie“ bekannten Sammlung finden sich in vielen späteren Werken, unter anderem in der Deutschen Mythologie der Gebrüder Grimm.